# Juan Cruz Alli
Juan Cruz Alli Aranguren (Pamplona, Navarra, 21 de septiembre de 1942) es un abogado, político y profesor español. Fue presidente del Gobierno Foral de Navarra de 1991 a 1995 y, en funciones, entre junio y septiembre de 1996.
Doctor en Derecho y técnico urbanista, fue profesor en la Facultad de Derecho de Burgos de la Universidad de Valladolid y profesor titular de Derecho Administrativo de la Universidad Pública de Navarra. Anteriormente fue letrado del Ayuntamiento de Pamplona y abogado.

## Actividad política
Su ingreso en la política fue a través del Partido Social Demócrata Foral fundado por Jaime Ignacio del Burgo que se integró en Unión de Centro Democrático en 1977. Posteriormente pasó a Unión del Pueblo Navarro (UPN), ocupando los cargos de concejal de Pamplona entre 1983 y 1987, parlamentario foral entre 1987 y 1995 y presidente del Gobierno de Navarra entre 1991 y 1995. Alli abogó por llevar a UPN a posiciones más centristas y menos intransigentes en su navarrismo, propugnando un mejor entendimiento con la comunidad autónoma del País Vasco y con el nacionalismo vasco en general, la definición de Navarra como nación y de UPN como partido nacionalista navarro, así como la reforma constitucional en sentido federalista, como solución a los problemas de integración de España a la que define como nación de naciones.[cita requerida]
Esa independencia de criterio se hizo patente ya en el primer mes de su cargo como Presidente de la Comunidad Foral, cuando declaró que no le parecería mal una negociación entre ETA y el Estado si con ello se acababa el terrorismo y se declaró partidario del principio de acuerdo alcanzado en agosto de 1991 entre la Coordinadora Lurraldea y la Diputación de Guipúzcoa, algo que provocó feroces críticas por los socialistas y fue recibido con un malestar no disimulado por un amplio sector de su partido.
En 1994 entró en conflicto con su partido, lo que llevó a abandonarlo en 1995 para convertirse en líder del nuevo partido Convergencia de Demócratas de Navarra (CDN). Como miembro del mismo fue vicepresidente y consejero de Economía y Hacienda del Gobierno de Navarra entre 1995 y 1996. Tras la dimisión de Javier Otano como presidente del Gobierno de Navarra, ejerció el cargo en funciones entre los meses de junio y septiembre de 1996, en que fue sustituido por Miguel Sanz al ser elegido presidente por el Parlamento Foral. A partir de 1995 fue portavoz del Grupo Parlamentario de Convergencia de Demócratas de Navarra.
En 2000 comenzó un paulatino acercamiento a UPN, primero firmando un pacto presupuestario con su antiguo partido y, finalmente, tras las elecciones autonómicas de 2003, firmó en representación de Convergencia de Demócratas de Navarra un pacto de gobierno de coalición entre UPN y CDN, en el que sin embargo no entró a formar parte.
En 2007, tras el deterioro electoral de CDN en las elecciones autonómicas presentó su dimisión de la presidencia del partido, si bien permaneció como diputado en el Parlamento de Navarra durante toda la legislatura. José Andrés Burguete, candidato a la alcaldía de Pamplona en esos comicios, tomó el relevo de Alli en el congreso del partido, en marzo de 2008, mientras que Alli fue nombrado presidente de honor de la formación.
Cesó como parlamentario el 15 de junio de 2011, tras las elecciones forales del 22 de mayo, en las que CDN no consiguió representación parlamentaria. Desde entonces no ocupa cargos políticos y se dedica a la actividad académica.

## Publicaciones
- Estado y sociedad : una visión desde Navarra. (Sahats Servicios Editoriales, 1997)
- Teo en la Granja. (Diario de Noticias, 25 a. C.)
- La Mancomunidad del valle del Roncal (Gobierno de Navarra. Fondo de Publicaciones, 1989)
- Navarra, comunidad política diferenciada (Sahats Servicios Editoriales, 1999)
- Convergencia: un proyecto para la convivencia en Navarra (Sahats Servicios Editoriales, 1999)
- La reforma del procedimiento administrativo: la Ley 4/99 de modificación de la Ley 30/92 de régimen jurídico de las Administraciones Públicas y del procedimiento administrativo común (Federación Navarra de Municipios y Concejos, 1999)
- Navarra, del siglo XX al siglo XXI, los nuevos retos (Sahats Servicios Editoriales, 2000)
- Derecho administrativo y globalización (Civitas Ediciones, S.L., 2004)
- Los convenios económicos entre Navarra y el Estado. De la soberanía a la autonomía armonizada (Gobierno de Navarra, 2009). Este trabajo recibió el Premio Martín de Azpilicueta.

Es autor también de numerosos artículos y monografías en materia de derecho y política.